# M-22.3 (Kosovo)
De M-22.3 of Magjistrale 22.3 is een hoofdweg in het noorden van Kosovo. De weg loopt van de grens met Servië via Leposavić naar Mitrovicë. In Servië loopt de weg als M22.3 verder naar Raška en Kraljevo. De M-22.3 is 54 kilometer lang.

## Geschiedenis
In de tijd dat Kosovo bij Joegoslavië hoorde, was de M-22.3 onderdeel van de Joegoslavische hoofdweg M22.3. Deze weg liep van Raška naar Mitrovicë. Na het uiteenvallen van Joegoslavië en de de facto onafhankelijkheid van Kosovo behield de weg haar nummer. 